# 腰帶樸麗魚
腰帶樸麗魚，為輻鰭魚綱鱸形目隆頭魚亞目慈鯛科的其中一種，被IUCN列為極危保育類動物，分布於非洲維多利亞湖流域，棲息深度13-60公尺，體長可達8.8公分，棲息在中底層水域，以藻類等為食，生活習性不明。

## 擴展閱讀
維基物種上的相關：腰帶樸麗魚